# Tilbert Dídac Stegmann
Tilbert Dídac Stegmann, nacido en Barcelona, el 1 de septiembre de 1941, es catedrático de filología románica, profesor de literatura y catalanófilo alemán.

## Biografía
Stegmann, hijo del entonces director del Colegio Alemán de Barcelona, vivió hasta el 1951 en la capital catalana. Su niñez transcurrió en Barcelona donde se educó en alemán y en español, con un absoluto desconocimiento de que existiera la lengua catalana. Con siete años empezó a aprender inglés y francés a los diez, la edad que tenía cuando se marchó con sus padres a vivir en Alemania. En 1969/1970 volvió a Barcelona, donde llevó a cabo una serie de investigaciones en la Biblioteca de Catalunya. Fue en ese momento cuando tuvo conciencia de la existencia de la lengua y cultura catalanas. Organizó las Semanas Catalanas en Berlín el 1978 y en Karlsruhe el 1983, para dar a conocer la cultura catalana en Alemania. Es catedrático en la Universidad Goethe Fráncfort del Meno, desde donde, junto con el catedrático Horst G. Klein, ha impulsado el proyecto EuroCom de intercomprensión entre los idiomas de Europa especialmente por lo que se refiere a la familia de lenguas románicas, pero también a las lenguas germánicas o a las eslavas. Es fundador de la Biblioteca Catalana de la Universidad Goethe el 1981, la cual en 2020 tenía ya más de 37.000 volúmenes en lengua catalana o de temática catalana.
El 1983 fundó la Deutsch-Katalanische Gesellschaft (Asociación Germano-Catalana), de la que fue presidente desde el 1983 hasta el 1995 y presidente de honor a partir del 1997. Actualmente esta se denomina en alemán Deutscher Katalanistenverband, manteniendo su nombre en catalán. En 1988 fundó la Zeitschrift für Katalanistik / Revista de estudios catalanes, que ya ha llegado a publicar 32 volúmenes hasta el 2019, y la Oficina Catalana (Katalanisches Kulturbüro Frankfurt), la cual estuvo activa desde el 1988 hasta el 1995. Recibió las siguientes distinciones: el premio Isidre Bonsoms el 1972, la Creu de Sant Jordi el 1985, el Guardó Ciemen el 1990, el premio Memorial Cendrós el 1991, el premio Batista i Roca el 2005, el Premi Internacional Ramon Llull el 2006, el premio Pompeu Fabra por la proyección y la difusión de la lengua catalana el 2008, el Premi Crítica «Serra d'Or» de Catalanística el 2017 por "El plaer de llegir literatura catalana" i el Premio Ostana 2019 en la categoría Premio Speciale. [1][2]

## Obras
- Servir Catalunya des d'Alemanya, 2018. 264 p. Labrador Editores. ISBN 978-84-1303-022-7.
- El plaer de llegir literatura catalana, 2016. 287 p. Pagès editors. ISBN 978-84-9975-748-3. Premi Crítica Serra d'Or 2017.
- Ambaixador de Catalunya a Alemanya, 2014. 3a edición, 2019, 201 p. Labrador Editores. ISBN 978-84-9975-497-0.
- Katalonien. Der diskrete Charme der kleinen Staaten, 2014. LIT Verlag, Reihe: Catalanica Bd. 1, 90 p. ISBN 978-3-643-12629-0.
- Katalanisch express: sofort Katalanisch lesen durch Ihre Brückensprache, saber leer catalán mediante una lengua puente románica, 2007, con Sebastià Moranta. ISBN 978-3-8322-6266-2.
- Kataloniens Rückkehr nach Europa: Geschichte, Politik, Kultur und Wirtschaft, 2007, 385 p., con Torsten Eßer. ISBN 978-3-8258-0283-7.
- Diccionari alemany-català 3a edición, 2006, 834 p., con Ll. C. Alcalde, G. Haensch, E. Kockers.
- Diccionari català-alemany . 2a edición, 2005, 1072 p., con Ll. C. Alcalde, G. Haensch, G. Woith.
- EuroComRom - Los siete tamices: Un fácil aprendizaje de la lectura en todas las lenguas románicas, 2005, con E. Martín Peris, E. Clua y H.G. Klein (Autor). ISBN 978-3-8322-0683-3 .
- Guia dels Països Catalans, Curial (1998).
- Katalonien und die Katalanischen Länder (1992), guía, con Inge Stegmann.
- Vocabulari català-alemany de l'any 1502 / Katalanisch-Deutsches Vokabular aus dem Jahre 1502, 1991, facsímil, nueva edición de la obra de Pere Barnils.
- Catalunya vista per un alemany, La Campana, 1988, 13a edición, 1996.
- Ein Spiel von Spiegeln, antología bilingüe de la poesía catalana del siglo XX; ilustrada por Antoni Tàpies, 1987.
- Decàleg del catalanoparlant / Decálogo del castellanoparlante que vive y trabaja en Cataluña, 1982.
- Diguem no - Sagen wir nein! Lieder aus Katalonien, 1979, antología bilingüe de la Nova Cançó.